# هيلموت فوجل
هيلموت فوجل (بالألمانية: Helmut Vogel ) (و. 1929 – 1997 م) هو فيزيائي، وكاتب عمومي، وأستاذ جامعي من ألمانيا . ولد في ستارغارد زتسيسينسكي .
توفي في تنريفي ، عن عمر يناهز 68 عاماً.

## مناصب وهيئات
أدار جامعة ميونخ التقنية.